# 公子雍 (齐国)
公子雍（?—?），春秋时代齐国的公子，父亲是齐桓公、母亲是宋华子。齐桓公内宠六个如夫人，生下六个儿子。（齐桓公儿子不止这六人，左传僖二十六年提到桓公之子七人为七大夫于楚。这里说的是这六人争立为国君。）唯一没有登上君位的就是公子雍。
前634年，鲁国和楚国联合起来攻打齐国。攻下谷地。把公子雍安置在谷地，易牙来辅佐他，作为鲁国的后援。齐桓公有七个儿子，在楚国为大夫。